# 隨機殺人
随机杀人（又称無差別殺人），日语：。凶犯通常与被害者之间并非是仇怨关系，而随机杀害无辜路人。无差别杀人通常与恐怖袭击有部分相似之处。

## 類型
- 一次性犯罪
  - 通常在人群聚集的地点犯下随机杀人案，可能因幻觉、妄想和个人原因等心理、精神问题，如易受伤害的自我或反社会人格。
- 連續犯
  - 在短时间内在多个地方杀死两个或更多受害者。特点是犯人性格不成熟，还可能存在反社会人格等问题。[2]

## 动机
- 对自身境遇不满，向社会报复。
- 对某一特定人士不满，但由于各种原因无法报复，而将矛头转向社会。[3]
- 想被判死刑而达到自杀的目的。
- 纵欲杀人。
- 精神异常。

## 预防
日本針對隨機殺人的處遇方式，在受刑人的部份，研究有提到：
1. 改善暴力性格、人格障礙等問題為始將精神障礙之治療視為中心課題。
2. 受刑人的社會回歸支援也是一項重要工作。

在整體社會的策略部分：
1. 欲防止無差別殺傷事件，防止孤立有很重要的意義。
2. 創造能夠使人民參與各種社會活動的環境，創造「立身之地」及「出頭的機會」的各種方針。
3. 社會中傳播有關精神卫生方面的知識情報，使有精神障礙的人能夠盡早接受治療。
4. 在其犯行前，大多可見到有某些問題行動、或是可稱為預兆的行動。其中最常見的，就是企圖自殺。推動自殺防止對策以減少企圖自殺人數，這樣一來對防止無差別殺傷事件也會有一定的效果。[4]

## 相關研究
日本法務省於2013年发表了一份無差別殺傷事件相關研究 ，分析了2000年以來52起無差別殺人事件的背景及犯罪內容特點，就性别、有無前科、犯案動機、年龄结构、社会关系、就職經歷分析。。精神科醫師沈政男也在臉書上發表稱日本研究出數種隨機殺人的动机。

## 相關
- 屠杀
- 縱慾殺手
- 淫樂殺人
- 恐怖活动
- 張獻忠 § 流行文化
- 獻忠 (網絡迷因)
- 无敌之人：日本流行语，指失无可失，因而犯罪时毫不犹豫的人。